# Куртанидзе, Георгий Николаевич
Георгий Николаевич Куртанидзе (груз. გიორგი კურტანიძე) — советский хозяйственный, государственный и политический деятель, бригадир стерженщиков Тбилисского завода «Центролит» Министерства станкостроительной и инструментальной промышленности СССР. Герой Социалистического Труда (1974). Член ЦК Компартии Грузии. Депутат Верховного Совета СССР 10-го созыва. Депутат Верховного Совета Грузинской ССР 7 — 11 созывов.

## Биография
Родился в 1929 году в Грузинской ССР. Член КПСС.
С 1954 года — ученик стерженщика, стерженщик, с 1966 по 1989 года — бригадир стерженщиков Тбилисского завода «Центролит» Министерства станкостроительной и инструментальной промышленности СССР в городе Тбилиси Грузинской ССР.
Указом Президиума Верховного Совета СССР от 3 января 1974 года за выдающиеся успехи в выполнении и перевыполнении планов 1973 года и принятых социалистических обязательств присвоено звание Героя Социалистического Труда с вручением ордена Ленина и золотой медали «Серп и Молот».
Избирался депутатом Верховного Совета СССР 10-го созыва, депутатом Верховного Совета Грузинской ССР 7 — 11 созывов, членом ЦК Компартии Грузии, председателем центральной ревизионной комиссии Верховного Совета Грузинской ССР, делегатом XXV съезда КПСС, делегатом XII—XXV съездов Компартии Грузии.
Почётный гражданин города Тбилиси (1981).
Жил в Тбилиси.
Награды
- Герой Социалистического Труда
- Орден Ленина
- Орден «Знак Почёта» (06.12.1957)
- Орден Октябрьской Революции (05.04.1971)
- Государственная премия Грузинской ССР (1977)